# P. P. Arnold
P. P. Arnold, pseudonimo di Patricia Ann Cole (Los Angeles, 3 ottobre 1946), è una cantante statunitense.
Dopo aver debuttato nel 1964 in The Ikettes, le coriste di Ike & Tina Turner, nel 1967 intraprese la carriera come solista e riscosse i primi successi nel Regno Unito, dove si trasferì subito dopo. Durante gli anni sessanta incise due album come solista, quindi nel decennio successivo si dedicò principalmente ai musical. Negli anni ottanta e novanta comparve come ospite in dischi di vari artisti di fama internazionale tra cui: Peter Gabriel, Roger Waters, Nina Hagen e Graham Parker. Con l'arrivo del XXI secolo, rilanciò la propria carriera come solista pubblicando raccolte di successi fino ad allora non apparsi su album e, a partire dal 2007, tre nuovi dischi in studio il primo dei quali in collaborazione con Dr. Robert.

## Biografia

### Infanzia ed esordi
Patricia Ann "Pat" Cole nacque e crebbe a Watts, ghetto afroamericano di Los Angeles, da genitori entrambi cantanti di Gospel; lei stessa fin dalla tenera età cantò alle funzioni religiose. Rimasta incinta a soli 15 anni del primogenito Kevin, ne sposò il padre, David Arnold, il quale ben presto si rivelò uomo dispotico e violento: per alcuni anni Pat mantenne da sola il marito e due figli lavorando di giorno come dattilografa e la sera per una ditta alimentare. In seguito dichiarò che in tale periodo difficile trovò l'unico conforto nella preghiera.
Nel 1964 Pat apprese dall'ex fidanzata di suo fratello che Ike & Tina Turner stavano tenendo audizioni per The Ikettes, le coriste della loro band. Si recò quindi a casa dei Turner assieme a un'altra futura Ikette: Maxine Smith; Ike e Tina offrirono a entrambe l'ingaggio seduta stante, subito dopo averle sentite cantare. Pat chiese qualche giorno per pensarci e i due la invitarono nel frattempo ad assistere a un loro concerto a Fresno. Dopo lo spettacolo, la cantante rientrò a casa alle sei del mattino e il marito la aggredì violentemente: l'episodio la convinse a lasciarlo, ad affidare i figli in custodia temporanea ai suoi genitori e, pochi giorni dopo, a partire in tournée con i Turner.
Pat Arnold, come allora si faceva chiamare, rimase una Ikette per circa due anni. Una sera del 1966 i Turner si esibirono in un locale sul Sunset Strip a Hollywood e tra il pubblico c'erano Bill Wyman e Charlie Watts: i due, favorevolmente colpiti dall'esibizione, convinsero il resto dei Rolling Stones a ingaggiare Ike & Tina per aprire i loro concerti nel Regno Unito, in settembre.
Subito dopo la tournée con gli Stones, il loro produttore e manager Andrew Loog Oldham propose a Pat un contratto discografico come artista solista con la Immediate Records dai lui fondata e diretta. Inoltre Mick Jagger, col quale la cantante aveva legato da subito, si offrì di produrle alcuni brani: Pat lasciò così The Ikettes e poco dopo, su suggerimento del fotografo Gered Mankowitz, assunse il nome d'arte P. P. Arnold.
Il suo primo successo di classifica nel Regno Unito arrivò nel maggio 1967 con il 45 giri The First Cut Is the Deepest, scritto per lei da Cat Stevens e prodotto appunto da Jagger. Subito dopo, si mise in gran fretta alla ricerca di musicisti per tenere concerti nell'isola e a tal fine il suo autista le raccomandò il tastierista Keith Emerson. Questi accettò di mettere insieme una band in cambio di metà dello spettacolo solo per sé. Il gruppo prese il nome di The Nice e tre mesi più tardi si sarebbe sganciato dalla cantante per intraprendere la carriera autonoma, peraltro firmando proprio con la Immediate di Oldham.
Nell'agosto del 1967 la soul singer incise il suo primo album in studio: The First Lady of Immediate, coprodotto da Oldham assieme a Steve Marriott, Ronnie Lane, Mike Hurst e Mick Jagger; tre dei quattro brani prodotti da Jagger (escluso cioè il singolo già edito) portavano la firma della stessa Arnold; il disco fu pubblicato all'inizio dell'anno seguente. Subito dopo la registrazione, Pat tornò negli Stati Uniti per recuperare i figli e la madre, quindi con loro si trasferì definitivamente a Londra. Nel 1968 la cantante registrò e pubblicò anche l'album Kafunta, composto in buona parte da cover di successi dell'epoca, tra i quali: Yesterday e Eleanor Rigby dei Beatles, To Love Somebody dei Bee Gees e As Tears Go By degli amici Stones.

### Anni settanta
Nel 1970 apparve come corista nell'album The Kid's No Good di Barry Gibb. Nello stesso periodo partecipò a Live at the Talk of the Town di Stevie Wonder.
A partire dai primi anni '70 si dedicò all'attività di attrice teatrale per musical, cantando ad esempio sulla prima versione discografica di Jesus Christ Superstar di Andrew Lloyd Webber.

### Anni ottanta
Nel 1984 apparve nella colonna sonora del film Electric Dreams, interpretando il brano omonimo composto da Boy George. L'anno seguente collaborò con Justin Hayward nell'album Moving Mountains.

### Anni novanta
Nel 1991 collaborò con i KLF nell'album The White Room.

## Discografia
Album
- 1968 – The First Lady of Immediate
- 1968 – Kafunta
- 2007 – Five in the Afternoon (con Dr. Robert)
- 2017 – The Turning Tide
- 2019 – The New Adventures of...